# Volodar Mourzine
Volodar Artourovitch Mourzine est un joueur d'échecs russe né  le 18 juillet 2006 à Nijni Taguil.
Au 1er juillet 2021, il est le 112e joueur russe avec un classement Elo de 2 502 points.
En décembre 2024, âgé de dix-huit ans, il remporte le Championnat du monde rapides 2024 disputé à New York, aux États-Unis, avec un score de 10/13.

## Biographie et carrière
Mourzine a remporté le championnat d'Europe de la jeunesse dans les catégories moins de dix ans (en 2016) et moins de douze ans (en 2018). En décembre 2020, il finit deuxième du championnat de Russie junior (moins de 21 ans).
En décembre 2019, Mourzine marque 8 points sur 15 au championnat du monde de parties rapides.
En avril 2021, il finit troisième du Julius Baer Polgar Challenge 2021, puis en juin 2021, il finit quatrième du Gelfand Challenge.
En juillet 2021, il se qualifie pour le deuxième tour de la Coupe du monde 2021 après avoir battu le Moldave Viorel Iordăchescu.
En décembre 2024, Mourzine remporte le Championnat du monde de parties rapides, sans perdre une seule partie.